# Hersília

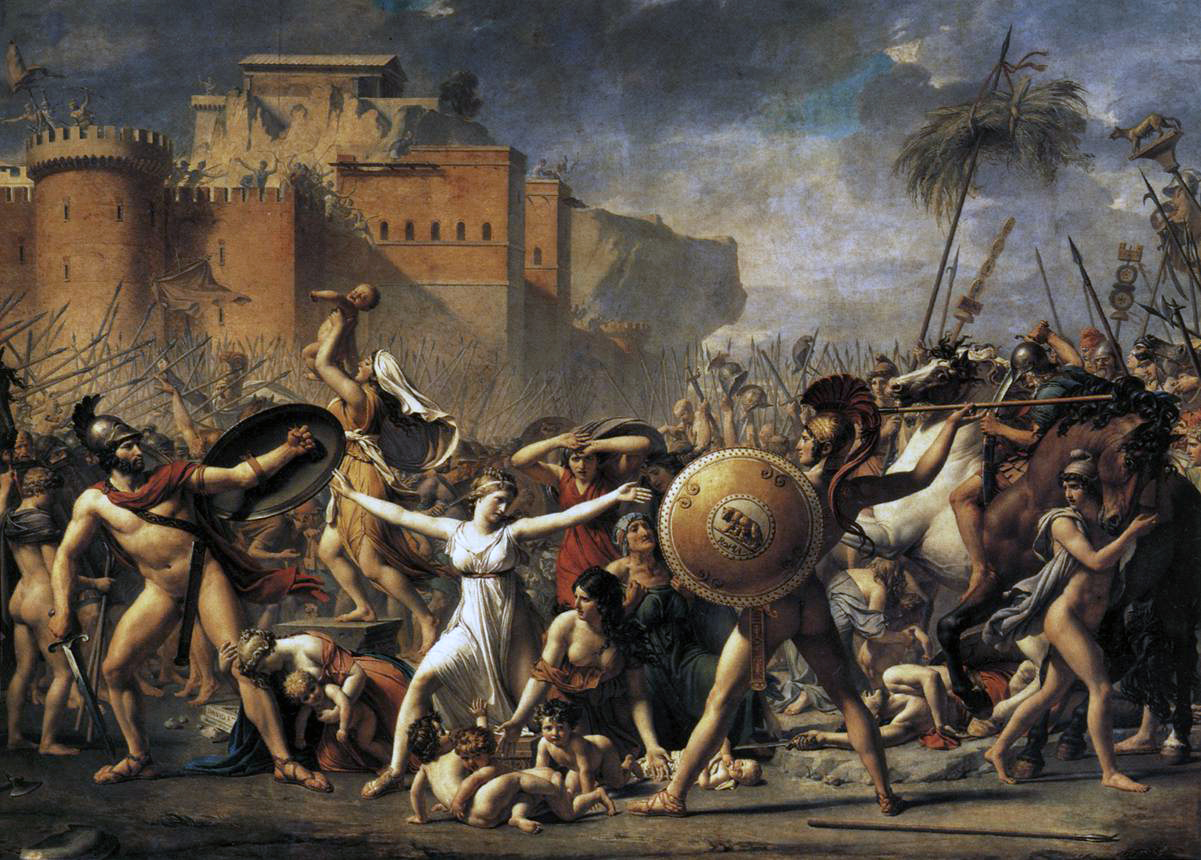
Hersília, de pé, entre Rômulo e Tito Tácio.
As sabinas, de Jacques-Louis David, Museu do Louvre

Hersília é, na mitologia romana, uma heroína mitológica dos tempos de Rômulo. Foi, entre as mulheres seqüestradas no rapto das sabinas, a mais nobre e mais ativa entre as mediadoras que se interpuseram entre os romanos e os sabinos para obter a paz.

## Lenda
Segundo uma primeira versão, citada por Macróbio, foi dada como esposa, após o rapto das sabinas, a um companheiro de Rômulo, chamado Hostílio, proveniente do ager latinus, ao qual deu um filho, Hosto Hostílio, avô de Túlio Hostílio, enquanto para Plutarco foi dada como esposa ao mesmo Hostílio, originário da cidade albense de Medúlia, do qual descendia o terceiro rei de Roma, Túlio Hostílio.
Para uma segunda versão, Hersília era a mulher de Rômulo, ao qual deu dois filhos: uma menina, Prima, e um menino, Aólio, mais tarde chamado Avílio (Avillius).
Quando Rômulo, ao cumprir sua missão, foi arrebatado ao céu com o consentimento de Júpiter para se converter em deus, Hersília o chorou desconsoladamente como se estivesse perdido em algum lugar desconhecido. Então Juno, a rainha dos deuses, compadecida, enviou-lhe Íris, que lhe informou que ia levá-la onde seu marido se encontrava, pois fora uma boa esposa e merecia continuar gozando de sua companhia mesmo sendo deus.
Íris voou rapidamente até onde Hersília se encontrava e cumpriu a missão. Em seguida a conduziu a uma estrela brilhante onde Rômulo (agora com o nome de Quirino  estava. Este, ao vê-la, transformou a aparência dela e lhe deu o novo nome de Hora, convertendo-a em deusa, como conta Ovídio.

## Obras relacionadas
A figura de Hersília inspirou a peça teatral Rômulo e Hersília de Pietro Metastasio e o quadro As Sabinas de Jacques-Louis David  (Museu do Louvre).